# Бобби Винтон
Стэнли Роберт Винтула (англ. Stanley Robert Vintula Jr., более известный под сценическим псевдонимом Бобби Винтон (англ. Bobby Vinton); род. 1935) — американский эстрадный певец польского происхождения, пик популярности которого пришёлся на 1962—1964 годы, когда его сентиментальные баллады «Roses Are Red (My Love)», «Blue Velvet», «There! I’ve Said It Again» и «Mister Lonely» возглавляли Billboard Hot 100.

## Биография
Родился в Пенсильвании, в одном городе со своим кумиром Перри Комо. Там его именем назван бульвар, однако от идеи поставить на нём памятник Винтону жителям пришлось отказаться по настоянию самого певца. В начале 1960-х Винтону, использовавшему образ паиньки-мальчика и исполнявшему медоточивым голосом медленные песни о любви в старомодной, дорокнролльной манере, удалось добиться феноменального успеха в чартах. Его визитной карточкой стала томная баллада «Blue Velvet», почерпнутая из репертуара Тони Беннетта.
В 1964 г. очередной хит Винтона, «There! I’ve Said It Again», был выбит с первой строчки чартов первым в США синглом The Beatles, «I Want to Hold Your Hand». С этого события начался отсчёт «британского вторжения» на американский музыкальный рынок, от которого среди первых пострадал и Винтон. Впрочем, в промежутке между 1962 и 1972 в чартах журнала «Billboard» отметилось 28 его композиций, в том числе известная «Sealed with a Kiss». Для поддержания популярности Винтон сыграл в двух вестернах с Джоном Уэйном, вёл ток-шоу на телевидении, а в 1974 г. достиг третьего места в национальном хит-параде с песней «Melody of Love» с несколькими куплетами на польском языке.
Это был последний шлягер Винтона, однако его классические мелодии до сих пор пользуются широкой известностью. Так, переработанная рэпером Эйконом баллада «Mister Lonely» (1964) в 2005 г. достигла вершины Billboard Hot 100. Использование «Blue Velvet» в рекламе косметики Nivea дало вторую жизнь и этой песне, которая, будучи перевыпущенной в 1990 г., достигла второго места в национальном хит-параде Великобритании.

## В кино
- В фильме Мартина Скорсезе «Славные парни» (1990) роль Винтона сыграл его сын Робби.
- Дэвид Линч использовал «Blue Velvet» в качестве основной музыкальной темы культового фильма «Синий бархат» (1986). В кинокартине, которой она дала название, сентиментальная винтоновская баллада приобретает несколько зловещий оттенок.